# Cristianisme cèltic

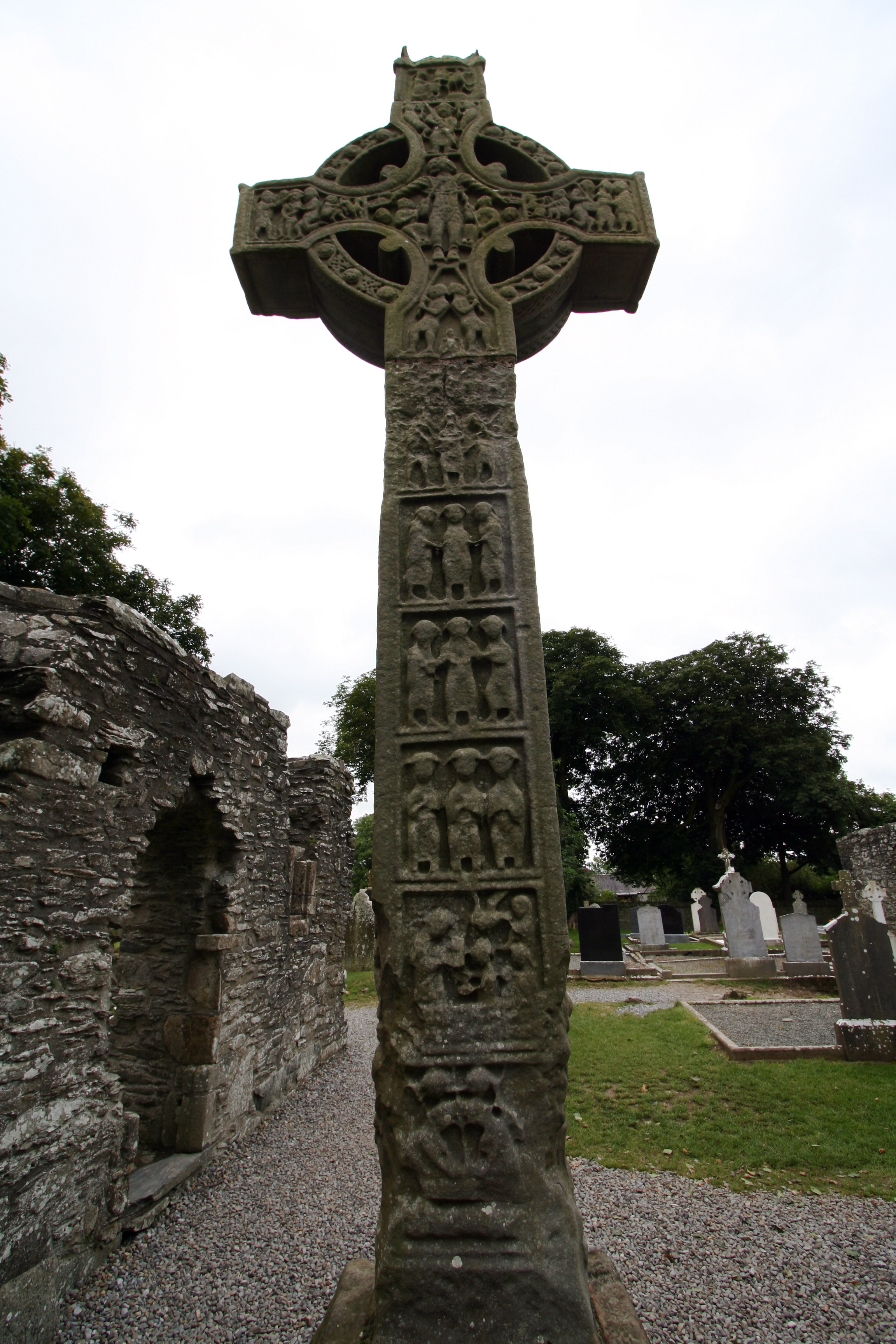
Una creu cristiana amb disseny de creu celta a Irlanda

El cristianisme cèltic o cristianisme insular (també anomenat Església celta o Església britànica) es refereix a grans trets a les pràctiques cristianes de l'alta edat mitjana desenvolupades en les illes Britàniques durant l'última fase de la dominació romana al voltant de les àrees costaneres del Mar d'Irlanda. La progressiva retirada de les legions romanes i les subsegüents invasions anglosaxons van reduir el contacte entre els cristians celtes i britans de les illes i els del continent. L'aïllament va afavorir l'aparició de pràctiques religioses diferenciades, sobretot a Irlanda, des d'on es van passar posteriorment a Gran Bretanya, gràcies a la feina de missioners com Columba d'Iona i de Aidan, entre d'altres.
Algunes vegades, el terme «cristianisme cèltic» s'utilitza també per descriure les pràctiques cristianes vigents en aquestes zones en dates posteriors; tanmateix, perquè la història de les esglésies irlandeses, gal·leses, escoceses, britanes, de Cornualla i de l'illa de Man divergeixen significativament després del segle viii, els historiadors en general eviten l'ús del terme en aquest context. A més a més, els historiadors no empren el terme «Església celta», perquè això implica un sentit de ser una entitat unificada i identificable separada del gran Cristianisme occidental.

## Identitat i terminologia
És fàcil exagerar la idea de cohesió entre les primitives comunitats cristianes cèltiques. Els estudiosos del tema han reconegut fa ja molt de temps que l'ús del terme «Església Celta» és simplement inadequat per descriure el cristianisme entre els pobles celtoparlants, ja que això implicaria una noció d'unitat o d'identitat comuna que mai no va arribar a existir. Segons Patrick Wormald, Una de les principals errades de concepte és que en va existir una «Església Romana» a la qual la «Celta» es va oposar de forma nacional. Les zones de parla cèltica eren part de la cristiandat en general, compartint amb la resta la veneració al papa, i on existia una diferenciació relativament important en temes de litúrgia i estructura. Tanmateix, sí que és possible parlar d'unes certes tradicions específiques d'aquestes àrees, que es van desenvolupar i van expandir, especialment durant els segles vi i viii. Alguns experts apliquen el terme de 'Cristianisme insular' a aquestes pràctiques desenvolupades al voltant del Mar d'Irlanda, que va ser, durant aquest període postromà una espècie de 'Mediterrània Celta'. El terme de Cristianisme cèltic podria ser utilitzat per indicar les diferències en les pràctiques religioses, les institucions i els sants entre els pobles cèltics, cas en el qual el seu ús podria estendre's fins i tot més enllà del segle viii.

## Història

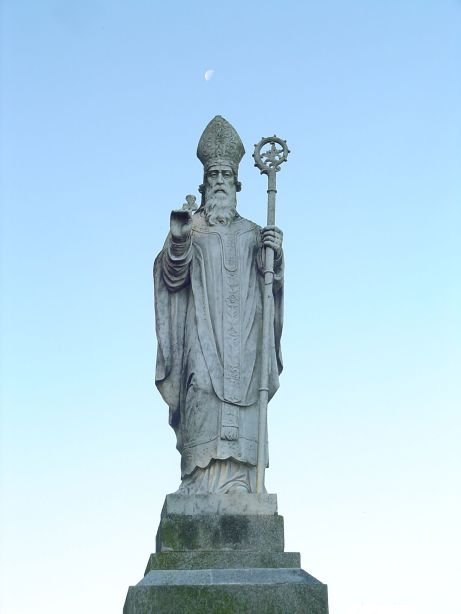
Sant Patrici, patró dels irlandesos.

El cristianisme va arribar a la Britànnia romana, la província més allunyada de l'imperi, als primers segles de l'era cristiana. El primer màrtir recordat va ser sant Albà, que va patir martiri durant la persecució de Dioclecià. El procés de cristianització es va intensificar amb la legalització del cristianisme sota Constantí I el Gran i la seva proclamació com a religió oficial de l'imperi. El 407, amb els visigots amenaçant Roma, les legions romanes van tornar al continent per defensar Itàlia. Roma va ser saquejada el 410, però les legions no van tornar mai a Bretanya. La influència romana va desaparèixer de l'illa i Gran Bretanya va ser abandonada a la seva sort, el que va fer que evolucionés de forma diferent a la resta de l'occident europeu. El Mar d'Irlanda es va convertir en un vehicle de comunicació i cultura entre els pobles cèltics, i el cristianisme va realitzar un paper crucial en el procés.
El que va emergir, des del punt de vista religiós, va ser una forma de «cristianisme insular», amb tradicions i pràctiques diferents de les del continent. En aquests anys, el cristianisme es va estendre per Irlanda, malgrat que l'illa maragda mai no havia format part de l'Imperi Romà, establint-se una organització única al voltant d'abadies i monestirs, en lloc de diòcesis episcopals. En un primer moment, els missioners com Patrici van tractar d'instaurar una organització similar a la de la resta de l'occident, amb diòcesi i parròquies, encara que també van crear «ciutats» (civitates), petites comunitats en que homes i dones de tots dos sexes, que moltes vegades formaven les seves pròpies famílies, vivien plegats i administraven un petit territori.
Des de finals del segle v i durant tot el segle vi, els monestirs es van convertir en els principals centres del cristianisme: a Armagh, seu fundada pel mateix sant Patrici, el bisbe ja era abat abans de finals del segle v. Un procés similar sembla haver tingut lloc a Gran Bretanya, encara que les dades per a aquest període són molt escasses; únicament hi ha el testimoni del monjo Gildas de Rhuys, relativament esbiaixat per les seves circumstàncies personals. Les dècades centrals del segle VI van ser les del triomf i consolidació definitiva del monasticisme, sens dubte influït pels desastres climàtics i la coneguda com Plaga de Justinià.
Durant els segles VI i VII, els monjos irlandesos van fundar nombroses institucions monàstiques en l'actual Escòcia, com la de Columba a l'abadia d'Iona i a l'Europa continental, on destaca la figura de Columbà. Des de l'Abadia d'Iona, un grup de monjos encapçalats per sant Aidan van fundar la seu de Lindisfarne al regne anglosaxó de Northúmbria el 635, el que va introduir la influència cèltica al nord d'Anglaterra i viceversa, va posar en contacte als pobles cèltics amb altres grups catòlics. Això va portar a l'aparició de disputes sobre unes certes costums i tradicions del cristianisme insular, especialment sobre el càlcul de les dates de la Pasqua. Es van celebrar sínodes a Irlanda, Galia i Anglaterra on es va debatre el mètode per calcular les dates de la Pasqua. D'altra banda, l'església 'romana' va adoptar el sistema de penitència irlandès de forma universal al Concili del Laterà IV el 1215. A Irlanda, el sistema monàstic va patir un procés de secularització a partir del segle viii, com a conseqüència dels llaços creats entre les famílies més poderoses i els monestirs. Les grans abadies eren ara rics propietaris políticament influents, que participaven en els enfrontaments seculars i fins i tot feien la guerra entre si -el 764, va tenir lloc un enfrontament entre l'Abadia de Durrow i Clonmacnoise que es va saldar amb 200 baixes–.
Des dels primers temps del monacat, la naturalesa familiar dels monestirs havia implicat que homes casats formessin part de la comunitat, treballant en ella i amb uns certs drets, incloent els d'intervenir en l'elecció de l'abat. De fet, en molts d'aquestes institucions, el càrrec d'abat es va convertir en hereditari, passat de pares a fills durant generacions.

## Tradicions distintives
Perquè el terme de Cristianisme Cèltic té un significat molt ampli, únicament es poden definir quines pràctiques es diferenciaven de les continentals en un sentit molt general. Encara que amb excepcions, la llista següent pot servir d'aproximació, aquesta llista inclou informació de l'assaig de Charles Plummer.

### Estructura episcopal
Al voltant del segle vii, l'estructura de l'església catòlica a l'Europa Continental estava organitzada en diòcesi, cadascuna d'elles amb un bisbe al capdavant. El bisbe residiria en una seu episcopal capaç de tenir una catedral. Aquesta estructura es basava en l'estructura de l'administració de l'Imperi Romà, que havia subdividit les antigas províncies en diòcesi.
Va ser després de l'expansió de cristianisme i, sobretot, després del mandat de Constantí I quan les diòcesis van adquirir funcions administratives dintre de l'església. La majoria del món celta, tanmateix, mai no havia format part de l'imperi, i fins i tot zones romanitzades com Gal·les, Devon i Cornualla mancaven completament de ciutats. El que va sorgir va ser una estructura basada en xarxes monàstiques governades per abats. Aquests abats acostumaven a ser els membres de moltes famílies reials, i els estatuts fundacionals dels monestirs especificaven de vegades que la direcció de l'establiment hauria de recaure, si era possible, en un membre del llinatge del fundador. La noblesa que governava els clans, la font de poder dels quals residia en la possessió de la terra, va passar a integrar les institucions monàstiques que s'establien en els seus territoris. La naturalesa monàstica dels abats, feia innecessària la seva ordenació com a sacerdots. Els bisbes eren necessaris, ja que certs sagraments només podien ser administrats pels clergues ordenats; tanmateix, a diferència del continent, aquests bisbes tenien poca autoritat a l'estructura eclesiàstica cèltica. Existien també bisbes no monàstics, la majoria vinculats amb alguna casa reial, però aquests últims no tenien cap autoritat sobre els monestirs de les seves diòcesis. Al segle xii, després del sínode de Cashel, el sistema monacal irlandès va ser reorganitzat, després de la instauració per part de l'autoritat papal de quatre arquebisbats.

### Orde de Sant Columbà
Els monestirs de les missions irlandeses van adoptar l'Orde de Sant Columbà, que era més estricta que l'Orde de Sant Benet, la de més gran implantació a occident. Aquesta regla feia una major insistència en el dejuni i la mortificació física. Durant diverses generacions, els monjos formats pels missioners irlandesos van continuar aplicant aquesta regla i fundant nous monestirs que la usaven, però la majoria es van passar a l'benedictina entre els segles VIII i IX.

### Càlcul de la Pasqua
Un tret distintiu del cristianisme cèltic era el seu marcat conservadorisme, també arcaisme. Calcular la data exacta de la Pasqua era (i és) un complicat procés que implica la utilització d'un calendari lunisolar. Existien nombroses taules elaborades per tal de calcular la Pasqua per a una sèrie d'anys. Els cristians insulars usaven una taula de càlcul (Celtic-84) que era similar a l'aprovada per sant Jeroni. Tanmateix, aquesta taula havia quedat obsoleta ja durant els segles VI i VII, i havia estat reemplaçada per les de Victorio d'Aquitània i Dionís l'Exigu. A mesura que el món cèltic va restablir els seus contactes amb el continent, les divergències aviat van sortir a la llum; el primer enfrontament sobre aquesta qüestió va sorgir el 602 en la Galia, quan Columbà es va negar a acceptar les pressió dels bisbes locals. La majoria dels grups, com els situats al sud d'Irlanda, van acceptar les taules actualitzades amb rapidesa; així, aquestes comunitats ja usaven les noves taules al voltant del 630; tanmateix, hi va haver comunitats, com l'Abadia d'Iona i les seves associades, que van mantenir en ús les taules antigues fins a l'any 716.

### Tonsura monàstica

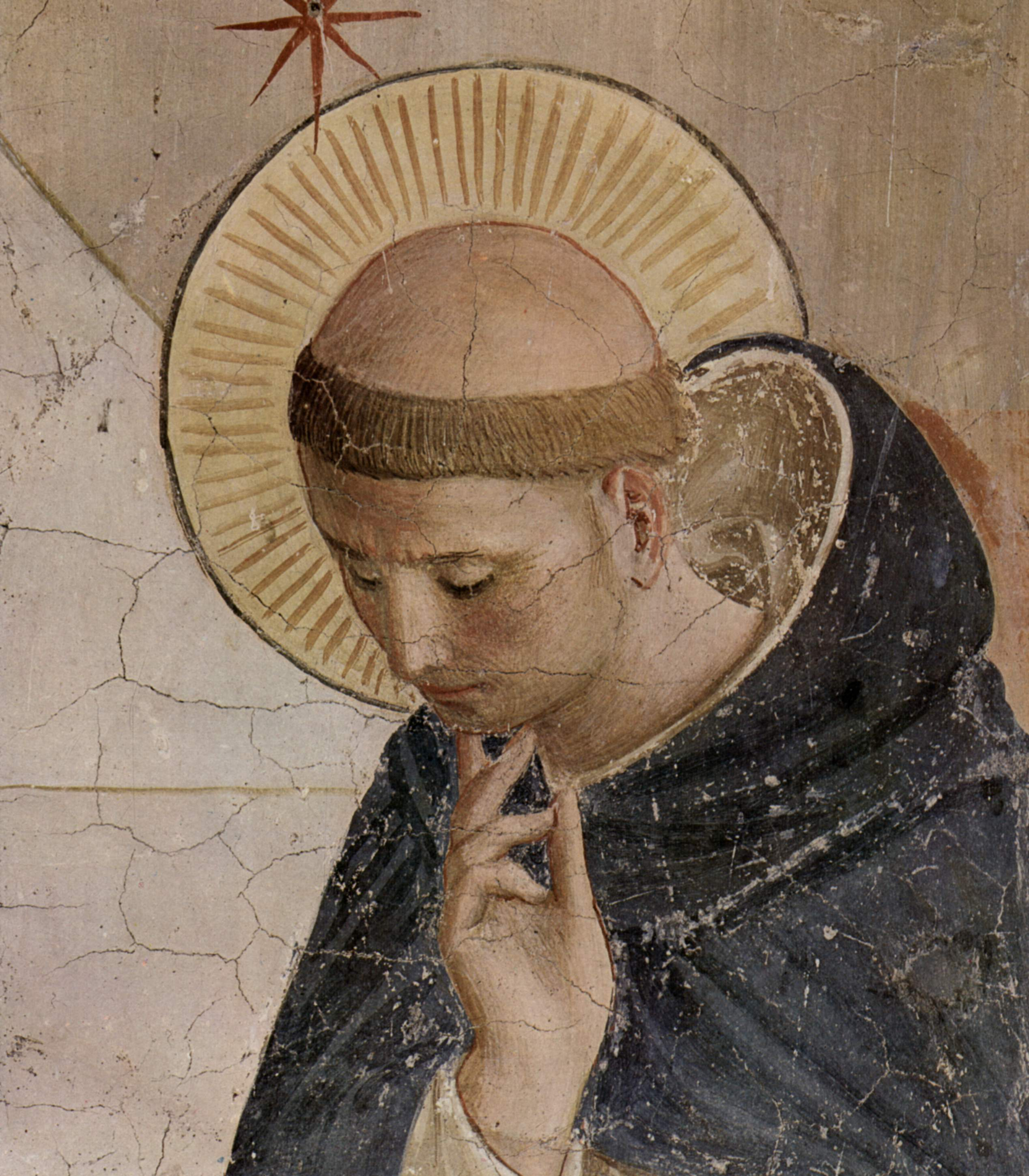
La tonsura «Romana» en forma de corona, difereix de la tradició irlandesa, on s'afaitava la part davantera del cap.

Tots els monjos, i aparentment, la major part del clericat de l'època, portaven una tonsura distintiva per indicar la seva identitat social i el seu rebuig de les coses mundanes. Els irlandesos portaven pèl llarg, llevat dels esclaus, que lluïen cap afaitat. La tonsura cèltica, o, almenys, la irlandesa, diferia de la que lluïe] els monjos[del continent. Els documents de l'època no dilueixen la seva forma exacta, però coincideixen en assenyalar que es tallava els cabells d'alguna forma sobre el cap d'orella a orella. El 1639, James Ussher va suggerir la possibilitat d'una forma semicircular, arrodonida al capdavant i culminant en una línia entre les orelles. Aquest suggeriment va ser acceptat per molts escriptors posteriors, però el 1703, Jean Mabillon va formular la hipòtesi que aquests monjos s'afaitaven tota la part frontal fins a les orelles. La versió de Mabillon va ser àmpliament acceptada, encara que contradiu les fonts més antigues.
El costum «romà»" consistia a afaitar un cercle dalt del cap, deixant una «corona», imatge associada amb la corona d'espines que va portar Crist. El material més antic relacionat amb la tonsura cèltica emfasitza la seva diferència amb l'alternativa romana i es relaciona invariablement amb el mètode cèltic de calcular la Pasqua. Els partidaris de la tonsura romana consideraven el costum celta extremadament heterodox, i l'identificaven amb la tonsura de l'heretge Simó el Mag Aquesta connexió s'esmenta a la carta dirigida l'any 672 per sant Adhelm al rei Geraint de Dumnònia, però sembla haver estat un comentari habitual des del Concili de Whitby. La posició dels partidaris de la tonsura cèltica és desconeguda, però la Collectio canonum Hibernensis cita a sant Patrici, en explicar que la tonsura es va originar gràcies al porquerol de Lóegaire mac Néill, el Gran rei d'Irlanda enemic de Patrici.

### Penitencials
A Irlanda va tenir el seu origen el sagrament de la penitència, tal com el coneixem avui dia. A diferència del costum imperant en altres zones de la cristiandat, la confessió era realitzada en privat a un sacerdot, sota secret. La penitència era assignada privadament i executada normalment també de forma particular. Es van crear manuals, coneguts com a «penitencials», dissenyats com una guia per a confessors i un medi per regularitzar les penitències segons el pecat.
A l'antiguitat, la penitència havia estat un ritu públic. Els penitents eren apartats de la resta dels fidels durant la litúrgia, i acudien a les misses coberts de sacs i cendra, en un ritu conegut com a exomologesis, que acostumava a implicar alguna mena de confessió general. Aquesta penitència pública venia precedida d'una confessió privada a un bisbe o sacerdot, i sembla que, segons el pecat, s'admetia la penitència privada. Tanmateix, la penitència i reconciliació acostumava a ser un ritu públic que incloïa l'absolució a la seva finalització.
La pràctica irlandesa de la penitència es va estendre per l'Europa continental, on la forma pública de penitència havia caigut en desús. Es considera que sant Columbà va ser l'introductor de les «medicamenta paentitentiae» –les medicines de la penitència–, a la Galia, quan ja la penitència pública havia estat abandonada. Encara que el procés va trobar una certa resistència, pel 1215 la pràctica irlandesa de la penitència s'havia convertit en la norma, i així ho va sancionar el Concili del Laterà IV, mitjançant un estatut canònic que requeria la confessió almenys un cop a l'any.

## Llegat

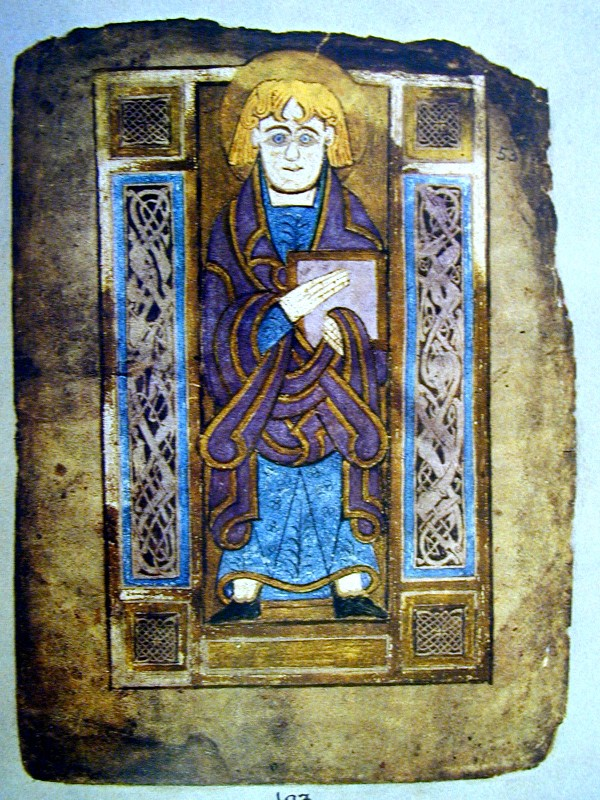
Sant Joan Evangelista, miniatura del Llibre de Mulling, finals del.

Els assoliments del cristianisme en el món cèltic van sobrepassar tot l'esperat. Després d'unes poques generacions de l'arribada dels primers missioners, la classe eclesiàstica havia assimilat la cultura llatina. A més a més, els clergues irlandesos van desenvolupar un sistema escrit per la llengua irlandesa antigac. Igualment, van adaptar l'estructura episcopal a un entorn completament diferent de l'existent a l'Europa postromana | posromana]. Els monjos irlandesos van crear xarxes monàstiques per tota la Gàlia, arribant a l'oest de l'actual Alemanya i a Northumbria, exercint una influència molt més gran que la de molts centres continentals més antics. Un exemple és l'expansió del culte a sant Pere i al papat a la Galia, resultat sobre manera de l'activitat irlandesa. Però, sens dubte, la gran aportació del cristianisme cèltic a l'església continental va ser el desenvolupament del sagrament de la penitència.
Entre les principals mostres de l'art celta destaquen els manuscrits il·lustrats com el Llibre de Kells, les creus tallades, com les de Clonmacnoise i l'orfebreria, com el calze d'Ardagh. Aquestes obres, especialment els manuscrits il·luminats exercirien una gran influència a l'art medieval occidental. Els manuscrits eren produïts per i per a monestirs, mentre que els treballs en metall eren realitzats tant en tallers monàstics com en tallers reials i també comercials.